# الحنتف بن السجف التميمي
الحنتف بن السجف بن سعد العجيفي التميمي أمير، وقائد عسكري من قادة عبد الله بن الزبير يُكَنى أبا عبد الله كان ديناً شريفاً، قاد معركة الربذة عام 65 هـ قُرب المدينة وأستطاع هزيمة أهل الشام وقتل أمرائهم حبيش بن دلجة وعبيد الله بن الحكم شقيق الخليفة الأموي مروان بن الحكم وأنهزم منه الحجاج بن يوسف.
ثم سيره ابن الزبير لغزو الشام فلما كان في وادي القرى بين المدينة والأردن سم في طعامه فتوفي هناك في نفس العام.

## نسبه
هو الحنتف بن السجف بن سعد بن عوف بن زهير بن مالك وهو العجيف بن ربيعة بن مالك بن حنظلة بن مالك بن زيد مناة بن تميم بن مر العُجَيفي الحنظلي التميمي يُكَنى بابي عبد الله.
وذكر خليفة بن خياط أن والده السجف بن سعد التميمي شهد موقعة الجمل وقتل فيها. وامه بنت يزيد بن الأغوش من بني عبس.
قال أبو العباس القلقشندي: «بنو العُجَيف بضم العين وفتح الجيم بطن من بني حنظلة من تميم من العدنانية، وهم بنو العجيف بن ربيعة بن مالك بن حنظلة منهم الحنتف بن السجف قاتل حبيش ابن دلجة القيني.».

## معركة الربذة
كان عبد الله بن الزبير كلفه بقتال الجيش الأموي الذي بعثه مروان بن الحكم من الشام في شهر رمضان عام 65 هـ بقيادة حبيش بن دلجة وعبيد الله بن الحكم والحجاج بن يوسف فاحتلوا المدينة، وألتقى معهم الحنتف بن السجف في الربذة شرق المدينة المنورة وقاتلهم قتالاً شديداً حتى ظفر بهم، وقتل منهم أكثر من ستة ألاف رجل، منهم قائد الجيش الأموي حبيش بن دلجة وعبيد الله بن الحكم الأموي شقيق الخليفة مروان بن الحكم، وأستطاع الحجاج بن يوسف الفرار إلى الشام ونجأ. ثم قدم الحنتف بن السجف ووطد حكم ابن الزبير في المدينة بعد هزيمته لأهل الشام.
ومن شعره بعد انتصاره على أهل الشام في معركة الربذة :
يعني معركة مرج راهط.